# HD 37016
HD 37016，又名BD-04 1184，SAO 132319、HR 1891，是一颗恒星，视星等为6.24，位于銀經208.11，銀緯-18.92，其B1900.0坐标为赤經5h 30m 25.3s，赤緯-4° -18.92′ 24″。